# Anton Bias

Anton Bias

Anton Bias (* 23. September 1876 in Groß Schimnitz, Kreis Oppeln; † 21. Mai 1945 im Konzentrationslager Dachau) war ein deutscher Politiker der SPD.

## Leben und Beruf
Nach dem Besuch der Volksschule in Groß Schimnitz und Dombrowka an der Oder absolvierte Bias, der ursprünglich der römisch-katholischen Kirche angehörte, diese jedoch später verließ, eine Lehre zum Maurer in Oppeln. Anschließend arbeitete er bis 1914, unterbrochen nur durch den Wehrdienst 1896 bis 1898 beim 159. preußischen Regiment, in seinem Beruf. In dieser Zeit war er ab 1905 Vertrauensmann im Deutschen Bauarbeiterverband. Im Ersten Weltkrieg diente er als Gefreiter beim Landsturm. Am 9. November 1918 leitete er die Aufstände der Novemberrevolution in Beuthen und war bis zum 24. November Vorsitzender des örtlichen Soldatenrates. Am 30. November schied er aus der Armee aus. Anfang der 1920er Jahre wurde er Verwalter der Land- und Baugesellschaft Beuthen.
Nach der Machtübernahme der Nationalsozialisten wurde Bias 1933 entlassen. Am 14. August des Jahres wurde er erstmals verhaftet und in das Stadtgefängnis von Beuthen eingeliefert. Im Rahmen der Aktion Gitter wurde er am 22. August 1944 erneut verhaftet. Über das Gefängnis Beuthen, das KZ Groß-Rosen und das KZ Flossenbürg wurde er schließlich in das Konzentrationslager Dachau verbracht, wo er am 21. Mai 1945, nur wenige Wochen nach der Befreiung, an den Folgen der KZ-Haft verstarb.

## Ehrungen

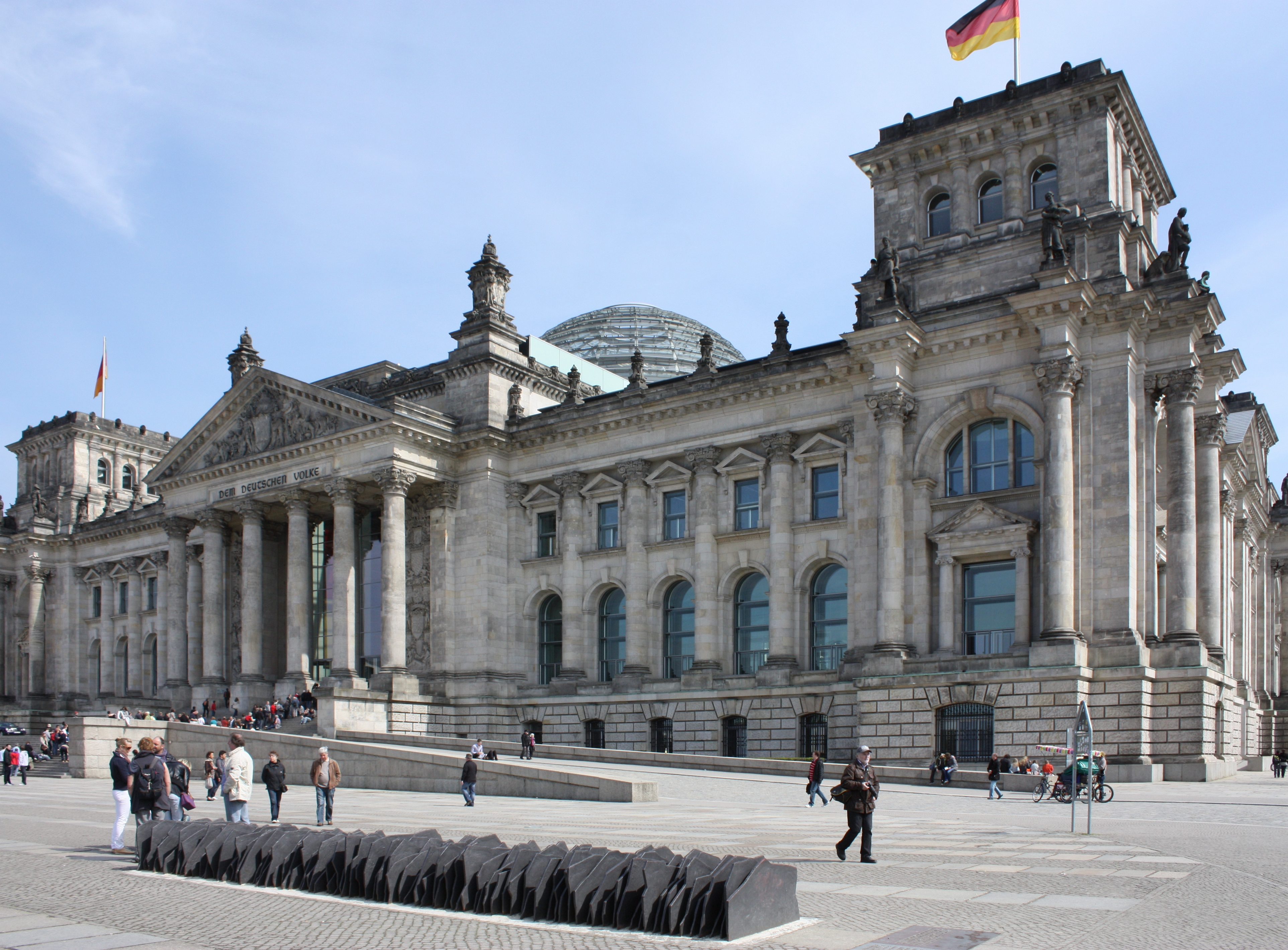
Gedenktafeln am Reichstag

Seit 1992 erinnert in Berlin in der Nähe des Reichstags eine der 96 Gedenktafeln für von den Nationalsozialisten ermordete Reichstagsabgeordnete an Bias.

## Partei
Bias gehörte der SPD an und war seit Januar 1914 Parteisekretär in Beuthen.

## Abgeordneter
Von Reichstagswahl 1919 bis 1920 gehörte Bias der Weimarer Nationalversammlung an. Anschließend war er bis zur Neuwahl der Abgeordneten im Wahlkreis Oppeln am 19. November 1922 Reichstagsabgeordneter.